# Phacellaria fargesii
Phacellaria fargesii là một loài thực vật có hoa trong họ Santalaceae. Loài này được Lecomte miêu tả khoa học đầu tiên năm 1914.